# Indigofera hygrobia
Indigofera hygrobia är en ärtväxtart som beskrevs av Gustaf Oskar Andersson Malme. Indigofera hygrobia ingår i släktet indigosläktet, och familjen ärtväxter. Inga underarter finns listade i Catalogue of Life.